# Gianna Maranesi
Gianna Maranesi (n. 24 aprilie 1926, Milano, Regatul Italiei) este un fost model italiană, cunoscută pentru că a fost a doua câștigătoare a Miss Italia în anul 1940.

## Biografie
După ce a câștigat concursul, Gianna Maranesi, la acea vreme, era vânzătoare într-un magazin de argint din Milano, a trebuit să refuze orice propunere de a urma o carieră de actorie, din cauza familiei.
Gianna Maranesi a apărut și pe coperta revistei pentru femei Grazia.